# Stefania Sansonna
Stefania Sansonna (ur. 1 listopada 1982 w Canosa di Puglia) – włoska siatkarka, grająca na pozycji libero.

## Sukcesy klubowe
Puchar Włoch:
- 2013, 2014, 2015[2], 2018, 2019

Puchar Challenge:
- 2013[3]

Mistrzostwo Włoch:
- 2013, 2014, 2017
- 2015, 2018, 2019, 2021

Superpuchar Włoch:
- 2013, 2017

Liga Mistrzyń:
- 2019

## Nagrody indywidualne
- 2016: Najlepsza libero turnieju kwalifikacyjnego do Igrzysk Olimpijskich 2016